# Alexandre Calame
Alexandre Calame   (Vevey, 28 de maig de 1810 - Menton, 19 de març de 1864) va ser un paisatgista suís associat a l'escola de Düsseldorf.

## Biografia
Va néixer a Arabie, poble pertanyent a l'època a Corsier-sur-Vevey, avui una part de Vevey. Era fill d'un hàbil treballador del marbre de Vevey, però com que el seu pare va perdre la fortuna familiar, Calame no es va poder concentrar en l'art, sinó que es va veure obligat a treballar en un banc des dels 15 anys. Quan el seu pare va caure d'un edifici i després va morir, va correspondre al jove Calame mantenir la seva mare.

Paisatge suís (1830)

En el seu temps lliure va començar a practicar dibuixant petites vistes de Suïssa. El 1829 va conèixer el seu mecenes, el banquer Diodati, que li va permetre estudiar amb el paisatgista François Diday. Al cap d'uns mesos va decidir dedicar-se plenament a l'art.
El 1835 va començar a exposar les seves pintures dels Alps Suïssos i del bosc a París i Berlín. Es va fer força conegut, sobretot a Alemanya, encara que Calame era més un dibuixant que un il·lustrador. Està associat a l'escola de pintura de Düsseldorf. El 1842 va anar a París i va exposar les seves obres Mont Blanc, la Jungfrau, el Llac de Brienz, el Mont Rosa i el Cerví. Va ensenyar a Ginebra, on Adolf Mosengel va ser un dels seus alumnes.
Va marxar a Itàlia el 1844 i va portar de Roma i Nàpols innombrables quadres, entre ells un de les ruïnes de Paestum (al museu de la ciutat de Leipzig). Va demostrar que era capaç d'entendre la naturalesa italiana; però els Alps continuaven sent la seva especialitat.

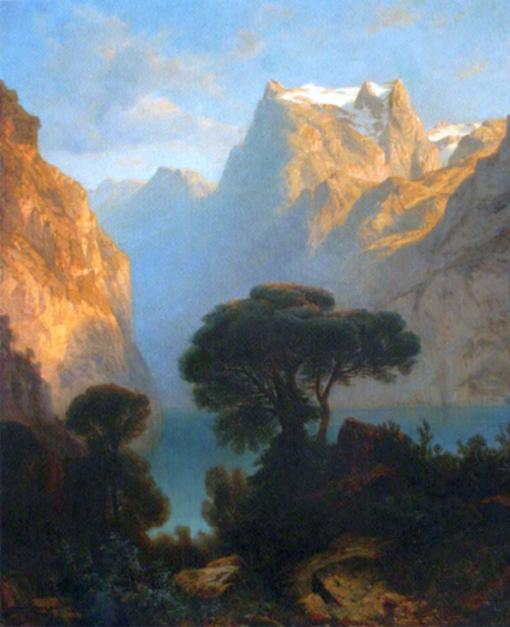
L'Estany dels quatre Cantons, c. 1850, Museu Nacional, Varsòvia

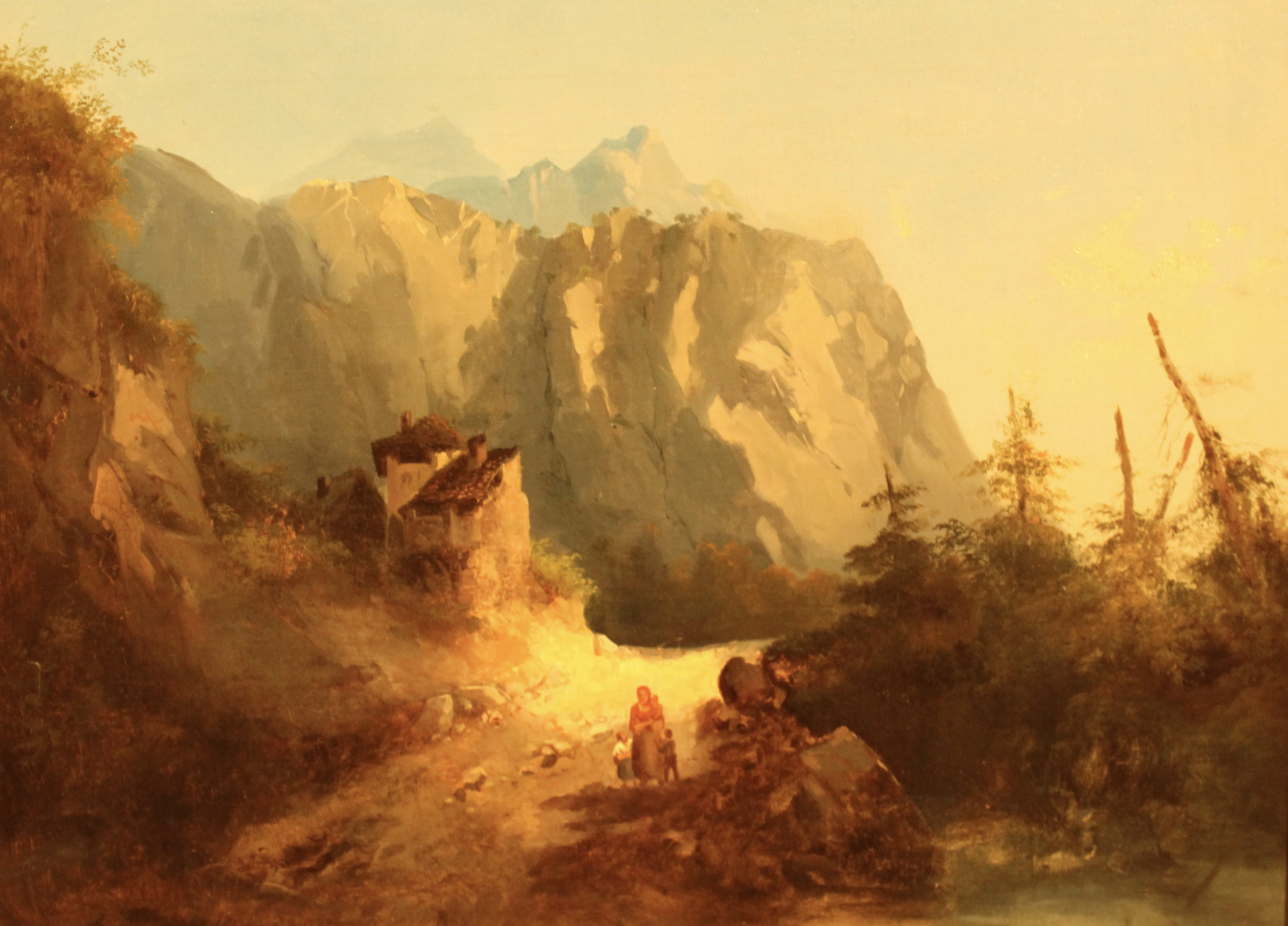
Alpine Mountain Scene, Widener University Art Museum Alfred O. Deshong Collection

Les glaceres, verd maragda, aigua de muntanya blanca i espumosa, que van dividir els arbres durant la tempesta, i els núvols assotats, les roques multicolors, mig emmascarades de la boira, als raigs del sol brillant, són aquelles coses que ell sabia que era fidel a la natura. Encara els anomenem Handeckfall del país alt de Berna, al Tirol, el llac dels Quatre Cantons, la torre del bosc (al museu urbà de Leipzig), el torrent del bosc (galeria de Dresden), etc.
Una de les seves obres més enginyoses és la representació de les quatre estacions i moments del dia en quatre paisatges, un matí de primavera al sud, un migdia d'estiu a la plana nòrdica, un vespre de tardor i una nit d'hivern en una muntanya. Es va fer popular amb aquestes grans obres, i la seva popularitat va créixer amb peces i litografies més petites, és a dir, 18 estudis de Lauterbrunnen i Meiringen i els 24 fulls dels passos alpins. Aquests estaven molt estesos a França, Anglaterra i Alemanya i encara avui s'utilitzen per ensenyar aquest estil de pintura.
Calame es va convertir en corresponsal de l’Institut Reial dels Països Baixos el 1850, va dimitir l'any següent.
Va morir a Menton, França, el 1864.
L'any 2006 es va fer una exposició amb més de trenta pintures de Calame a l'Institut d'Art Sterling and Francine Clark de Williamstown, Massachusetts.

## Obres seleccionades

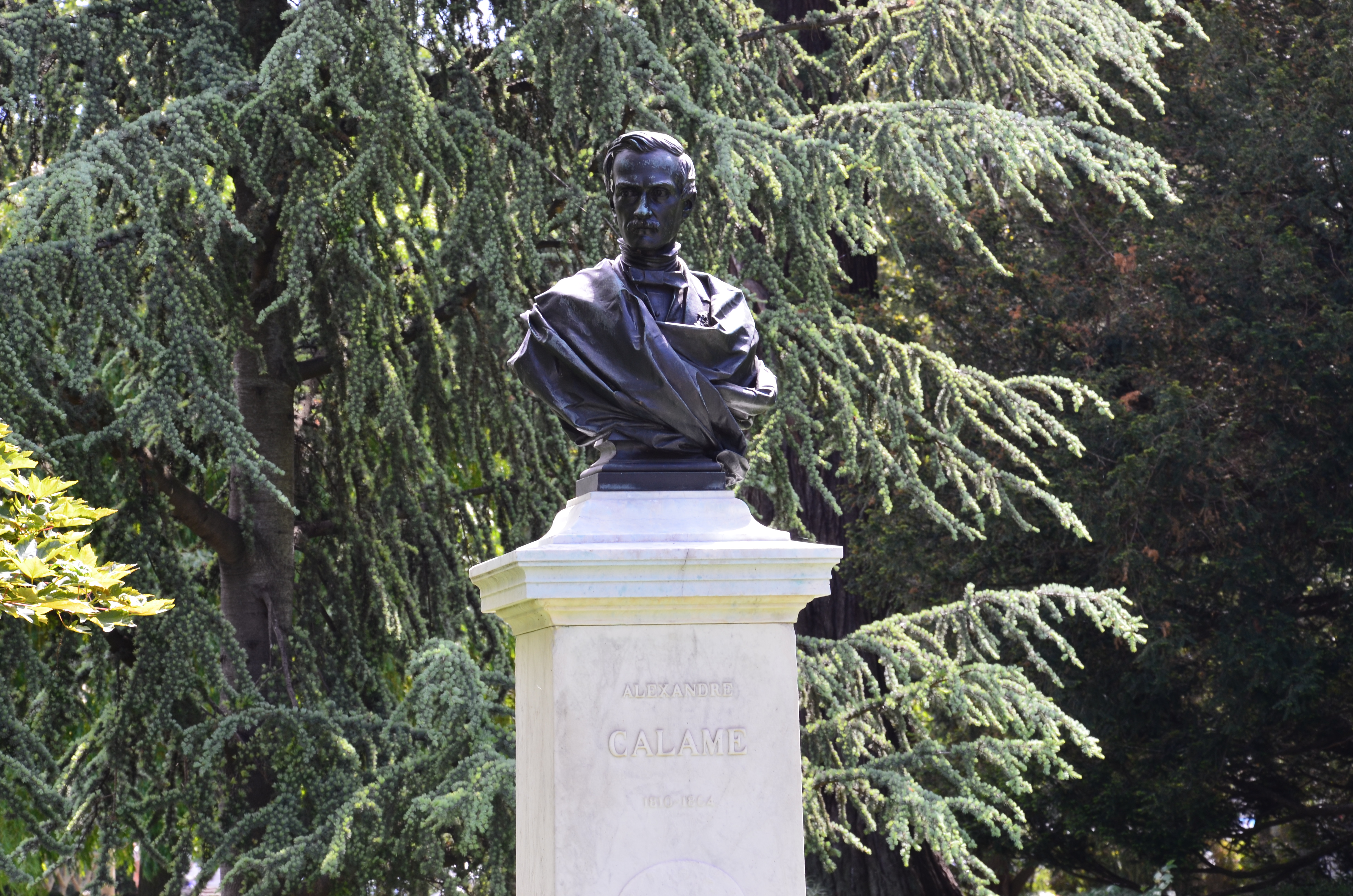
Monument a Alexandre Calame. Ginebra

- Blick von Petit Saconnex auf Genf und den Montblanc, 1834, Leinwand, 31×44 cm. (Winterthur, Stiftung Oskar Reinhart)
- Die Tempelruinen von Paestum, 1847, Leinwand, 195×260 cm. (Leipzig, Museu d'Art)
- Alzines. Museu d'Art de Filadèlfia